# Кіто (аеропорт)
Міжнародний аеропорт «Кіто» імені Маріскаля Сукре (IATA: UIO, ICAO: SEQM) — це найзавантаженіший аеропорт Еквадору та один з найзавантаженіших аеропортів Південної Америки. Він розташований у парафії Табабела, приблизно за 18 кілометрів (11 миль) на схід від столиці країни — Кіто. Аеропорт є найбільшим центром для Еквадорських підрозділів великих авіакомпаній Avianca (Колумбія) та LATAM Airlines (Бразилія і Чилі): Avianca Ecuador і LATAM Ecuador. Він також служив основним центром для TAME, флагманського перевізника Еквадору, до того, як авіакомпанію було ліквідовано урядом Еквадору в 2020 році. Аеропорт відкрився в лютому 2013 року і замінив 53-річний однойменний аеропорт, який потребував заміни, тому код ІАТА UIO передався від аеропорту-попередника, а код ІКАО змінився з SEQU на SEQM. Аеропорт названий на честь лідера незалежності Антоніо Хосе де Сукре. Skytrax оцінив його як єдиний 5-зірковий аеропорт у західній півкулі.